# Corrado Deodato
Corrado Deodato (Pachino, 1º febbraio 1918 – Pachino, 30 settembre 1993) è stato un aviatore e militare italiano.
Sottufficiale pilota della Regia Aeronautica, fu uno dei tanti valorosi aviatori della seconda guerra mondiale e fu decorato sul campo di due medaglie d’argento, di una medaglia di bronzo e di una croce di guerra. Si distinse nella specialità degli aerosiluranti e tra il 1940 e il 1943 esegue 190 voli bellici con 17 siluramenti. Le sue azioni portano all'affondamento di un incrociatore di tipo “Leander”, di una nave per la difesa contraerea di tipo “Monitore” e di sei piroscafi, per un totale di 68.000 tonnellate, nonché al danneggiamento di altre unità navali nemiche. Promosso ufficiale per eccezionali meriti di guerra, dopo il conflitto fu assegnato allo Stormo Notturno di Guidonia e alla Scuola di Volo senza Visibilità di Frosinone. Nel corso della sua lunga carriera militare, ebbe il comando della 149ª Squadriglia del Soccorso Aereo, dell'88º Gruppo Antisom e del 34º Gruppo Radar.

## Biografia

### Esordi di carriera
Nacque a Pachino (provincia di Siracusa), il 1 febbraio 1918 ed entrò nella Regia Aeronautica nel gennaio del 1938, conseguendo il brevetto di pilota d'aeroplano il 17 luglio 1938, classificandosi al primo posto, nella Scuola di Pilotaggio Aereo dell'Aeroporto San Giusto di Pisa, su velivolo Caproni Ca.100. Con il grado di sergente conseguì il brevetto di pilota militare (D.M. 720) il 30 aprile 1939 presso la Scuola di Pilotaggio di Perugia su velivolo Caproni Ca.133. Dopo il passaggio sul Savoia-Marchetti S.M.81 Pipistrello, venne trasferito alla Scuola Bombardamento di Aviano e nel luglio 1939 assegnato alla 13ª Squadriglia, 26º Gruppo, 9º Stormo Bombardamento Terrestre, comandata dal Capitano Edvige Pucci, con cui partecipò ad alcune azioni di bombardamento sul fronte occidentale.

### La guerra aeronavale nel Mediterraneo Orientale
Nel luglio 1940 si offrì volontario con il suo equipaggio al “Reparto Sperimentale Aerosilurante”, appena costituito all'aeroporto “Egidio Greco” di Gorizia, alle dipendenze della 6ª Divisione “Falco”. Il reparto aveva in dotazione sei Savoia Marchetti S.79 Sparviero muniti delle installazioni per il lancio del siluro, quattro dei quali vennero ritirati direttamente presso la SIAI e portati in volo dalla Malpensa a Gorizia tra il 26 luglio e il 5 agosto (MM. 22555, 22556, 22557, 22558).

#### La prima azione aerosilurante
Dopo una breve fase di addestramento, il 12 agosto il suo reparto venne trasferito con cinque velivoli all'aeroporto di Berka (Bengasi) in Libia. I cinque equipaggi erano comandati da Vincenzo Dequal, Enrico Fusco, Carlo Emanuele Buscaglia, Carlo Copello e Guido Robone, di cui Deodato era il secondo pilota. Il debutto operativo si ebbe la notte tra il 15 e il 16 agosto con un attacco alle navi della Mediterranean Fleet alla fonda nella rada di Alessandria d'Egitto. Decollati dall'aeroporto di El-Adem, le cattive condizioni atmosferiche caratterizzate da nubi basse e foschia, la conformazione e i bassi fondali del porto di Alessandria, l'esiguo tempo a disposizione considerato che la missione prevedeva 5 ore di volo con un'autonomia dell'S.79 di 5 ore e mezza, nonché il breve periodo di preparazione, non permisero il successo della missione. Solo Dequal e Buscaglia riuscirono a lanciare i siluri che si insabbiarono sul fondale, mentre al ritorno i velivoli di Fusco, di Robone e di Copello dovettero eseguire un atterraggio d'emergenza in pieno deserto per mancanza di carburante. Il Magg. Fusco, atterrato in territorio nemico, venne fatto prigioniero con il suo equipaggio.

#### La 278ª Squadriglia Aerosilurante - I “Quattro Gatti”
Nel settembre 1940 l'unità venne rinominata “278ª Squadriglia Aerosiluranti” al comando del Cap. Massimiliano Erasi e adottò come distintivo quattro gatti, due bianchi e due neri, che passeggiavano sopra un siluro con la scritta “pauci sed semper immites” (pochi ma sempre spietati) a significare i quattro aerei superstiti, la povertà di uomini e mezzi con cui era stato costituito e l'audacia dei loro equipaggi. I due gatti bianchi dovevano portare fortuna agli attaccanti, i neri richiamare la iella sugli avversari.
Il 13 settembre, su ordine del Comando della 5ª Squadra aerea, verso le 10,00 Deodato decollava con il suo equipaggio dall'aeroporto di El Adem con l'S.79 n. 1. Lo scopo era attaccare un convoglio di due piroscafi scortati da due cacciatorpediniere e un incrociatore leggero, segnalati al largo di Sidi El Barrani. Alle 12,45, a sud-est dell'isola di Creta, la formazione nemica veniva avvistata e il velivolo si portava all'attacco con direzione 240°. Il lancio del siluro avvenne da una distanza di 600 metri circa e da una quota di 100 metri. La rotta di scampo passava sulla verticale della poppa della nave silurata con rotta di circa 200°. Colpita a poppa, la nave affondava dopo qualche ora.
Il 2 novembre alle 12,10 la Squadriglia al completo si alzò in volo per attaccare una formazione navale al largo del tratto di costa tra Sollum e Sidi El Barrani. I quattro S.79 erano divisi in due sezioni. La prima era composta dai velivoli n.6 e n.1 con capi equipaggio Erasi e Robone. La seconda dal n.2 e n.3 al comando di Buscaglia e Copello. Deodato era sul velivolo n.1. La formazione nemica venne avvistata alle 13,22 sulla verticale di Ras Assaz, da una quota di 700 metri e da una distanza di 35 km, mentre navigava con uno schieramento a “T”, composto da una linea di fronte di CCTT e da una linea di fila di corazzate. Il mare era agitato, il cielo sereno con nubi sparse, la visibilità era ottima. Il solo modo per sorprendere il nemico era quello di raggiungere le navi a bassissima quota, mantenendosi in formazione serrata. Ad una distanza di 15.000 metri venne riconosciuta nella formazione una portaerei che dalla sagoma veniva identificata come l'Ark Royal. Impossibile attaccarla in quanto protetta dalla prima e dalla terza corazzata. Si decise quindi di portare l'attacco contro la terza corazzata di tipo Barham. Le due sezioni, distanziati di circa 300 metri, lanciarono i loro siluri simultaneamente da una quota di 90 metri e da una distanza di circa 1.300 metri. Sotto i colpi violenti della contraerea, i quattro velivoli accostavano rapidamente sulla sinistra, mettendosi sulla rotta di scampo, mentre la prima sezione veniva attaccata da due caccia levatesi in volo dalla portaerei, che desistettero dall'attacco dopo alcuni minuti. Non era possibile accertare il risultato del lancio, ma da una distanza di circa 7.000 metri si videro alte colonne di vapore alzarsi dalla corazzata presa a bersaglio, probabilmente causate dallo scoppio delle caldaie provocate dall'esplosione dei siluri. Il rientro ad El Adem avvenne alle 14,50.
Il 17 novembre alle 15,00, su ordine del Comando della 5ª Squadra, Deodato decollò con il suo equipaggio dal campo T3 di El Adem. Con loro, il velivolo S.79 n.6 al comando del Ten. Melley. Compito della missione era attaccare una formazione navale avvistata a sud-est dell'isola di Creta, con rotta verso il porto di Alessandria. Al tramonto, in prossimità di Alessandria, i due velivoli avvistavano una formazione di tre navi, due grossi piroscafi scortati da un cacciatorpediniere, che si accingeva ad entrare in porto. Nell'avvicinarsi a bassa quota, scorgevano un incrociatore di tipo Leander che si apprestava ad entrare in rada e decidevano di cambiare il loro bersaglio. Con il sole alle spalle, a bassissima quota, portavano l'attacco con rotta parallela alla diga del porto e, sotto il fuoco della contraerea dell'incrociatore e delle batterie del porto di Alessandria, lanciavano il loro siluro da una distanza di 800 metri circa, colpendolo. Rientravano ad El Adem alle 20,20, al limite della loro autonomia.
Il 27 dicembre alle 16,30, su ordine del Comando IX Aerobrigata (495/OS2), Deodato con il velivolo S.79 n.2, capo equipaggio il Cap. Erasi, decollava dall'aeroporto di Ain el-Gazala. Con loro il SM.79 n.3 al comando del Ten. Copello. Compito della missione era agire contro piroscafi in navigazione verso il porto di Sollum o alla fonda nello stesso. Dopo una ricognizione all'altezza di Ras Assaz sino oltre il meridiano di Sidi El Barrani, non avendo avvistato alcuna unità nemica, la sezione si dirigeva verso il porto di Sollum. Alle 18,07 da una quota di 100 metri e ad una distanza di 900 metri, il velivolo lanciava il suo siluro contro un monitore che si trovava a circa un miglio a sud-sud-est di punta Beacon. Pochi istanti prima il Ten. Copello aveva lanciato contro un CT fermo a circa due miglia ad est del porto di Sollum. La reazione contraerea dei pezzi delle navi e delle difese costiere fu violentissima e il velivolo di Deodato incassava una scheggia che arrecava danni lievi. I due siluri colpirono i loro obiettivi e i due velivoli rientrarono regolarmente al campo di Ain el-Gazala alle 19,15.

#### L'Operazione “Substance”
Il 21 luglio 1941 la Forza H dell'ammiraglio Somerville (portaerei Ark Royal, corazzata Nelson, incrociatore da battaglia Renown, incrociatori Edinburgh, Manchester, Arethusa, e otto CCTT) usciva dal porto di Gibilterra di scorta ad un convoglio diretto a Malta (Operazione Substance). Con ordine 0037575/S del Comando Aeronautico della Sicilia, il 23 luglio alle ore 17,00 due S.79 della 278ª Squadriglia si alzarono in volo dall'aeroporto di Gerbini per attaccare la formazione nemica avvistata all'altezza di Capo Bon, con rotta verso est. In questa azione Deodato era al fianco del Cap. Magagnoli. L'altro S.79 aveva come capo equipaggio il Ten. Robone. Sulla verticale di Pantelleria, venivano raggiunti da altri due S.79, capi equipaggio Ten. Copello e Ten. Spezzaferri, e da quattro caccia C.R.42 Falco del 23º Gruppo CT che avevano il compito di scortare i siluranti sull'obiettivo. Alle 18,30 il convoglio nemico veniva avvistato al largo di Biserta con prua nord-est ed era costituito da otto mercantili con la scorta di numerosi incrociatori e CCTT. Due Bristol Blenheim sorvolavano la formazione in funzione di antisiluranti. Malgrado la violentissima reazione contraerea, i quattro S.79, in formazione in ala destra, si portarono all'attacco. Il velivolo di Deodato diresse contro un mercantile di circa 15.000 tonn. e da una distanza di circa 1.200 metri sganciò il suo siluro che raggiunse l'obiettivo. Colpito da numerose schegge di granata e da colpi di mitragliatrice, l'S.79 pendeva pesantemente a destra. Ridotta la velocità per meglio controllare il velivolo, con il motore destro in avaria, alle 19,45 atterrò sull'isola di Pantelleria.

### La guerra aeronavale nel Mediterraneo Centrale
Per le sue capacità e l'esperienza acquisita, nel mese di ottobre 1941 venne inviato al 1º Nucleo Addestramento Aerosiluranti di Gorizia e nel febbraio 1942 assegnato al 3º Nucleo Addestramento Aerosiluranti di Pisa che proprio in quel periodo veniva costituito alle dipendenze del Magg. Pil. Guglielmo Di Luise. A Pisa, oltre a svolgere l'attività di istruttore, veniva sovente impegnato in zona operativa contro la Mediterranean Fleet.

#### La Battaglia di Mezzoagosto
Il 11 agosto 1941 raggiunse l'aeroporto di Decimomannu, unendosi a numerosi altri S.79 del 36º Stormo, del 106º Gruppo e dei due Nuclei Addestramento di Gorizia e di Napoli. Scopo della missione era attaccare un convoglio navale in navigazione ad est di Gibilterra e diretto a Malta (Operazione Pedestal). Il convoglio era costituito da 14 piroscafi, protetti da 2 navi da battaglia (Nelson e Rodney) da 4 portaerei (Furious, Eagle, Indomitable e Victorius), 7 incrociatori (Phoebe, Sirius, Charybdis, Nigeria, Kenya, Manchester e Cairo), 34 CCTT, 8 sommergibili e altre unità minori. Il 12 agosto poco prima di mezzogiorno, Deodato al fianco del Ten. Cimicchi, si alzò in volo con altri 40 velivoli divisi in due formazioni. Con una quota di navigazione di 400 metri, scortati da 12 caccia Re.2001 Falco II del 2º Gruppo CT, raggiunse il convoglio alle 13,00. A dieci miglia di distanza, mentre il fuoco contraereo avvolgeva sempre più i velivoli, si staccò dalla formazione e si diresse verso est per aggirare il nemico e attaccare con prua inversa, cioè da sud verso nord, in modo da disorientare la difesa nemica. La manovra dovette passare inosservata, tanto da consentire l'aggiramento e di dirigersi in condizioni ideali contro un incrociatore nemico e di sganciare il siluro. Nella fase di scampo, per non offrire un maggiore bersaglio, puntò sempre avanti contro la nave silurata, superatala ne puntò un'altra, inquadrandola con la mitragliatrice in caccia, e sfiorò con l'ala destra un incrociatore. Cambiando ripetutamente quota ed assetto di volo, per non farsi inquadrare dal fuoco contraereo, si portò fuori tiro. Allontanatosi dal convoglio, la caccia inglese apparve alle loro spalle e il sibilo dei proiettili traccianti accompagnava il rombo dei motori Alfa 126. Abbassatosi a sfiorare la superficie del mare, la mitragliatrice 12,7 posta in torretta aprì il fuoco e l'armiere Serg. Magg. Pasquali colpì un caccia nemico. Alle 14,00 atterrava all'aeroporto di Decimomannu con il velivolo colpito in più parte da proiettili e schegge.

#### 105º Gruppo Aerosiluranti
Nel settembre 1942, ancora istruttore al 3º Nucleo Aerosiluranti, decise di tornare più attivamente sui campi di volo e si offrì volontario al 105º Gruppo Aerosiluranti al comando del Ten. Col. Remo Cadringher, che attendeva di essere assegnato in zona d'operazione. Il 105º Gruppo aveva completato a Pisa la transazione del reparto da bombardieri ad aerosiluranti. I mesi successivi lo videro impegnato sul Mediterraneo Centrale insieme ad Avalle, Marchiori, Lorusso, Burani, in azioni notturne di ricognizione armata.

#### Sui porti di Bona e Corbelin
Il 22 gennaio 1943 alle 19,00 Deodato decollò dall'aeroporto di Decimomannu al fianco del S. Ten. Lorusso. Scopo della missione era attaccare un convoglio segnalato al largo della rada di Bona, Algeria. Alle 20,00 il velivolo si trovava sulla verticale di Bona e vide tra le nubi le navi del convoglio già all'ancora, nell'attesa di scaricare il loro carico bellico. Rapidamente si abbassò sul mare e da una quota di 90 metri lanciò da breve distanza il siluro su un grosso piroscafo. L'azione era stata compiuta nella più totale sorpresa e quando la contraerea aprì il fuoco, l'S.79 aveva già compiuto la sua manovra di scampo e si era allontanato fuori tiro. Il rientro fu ostacolato da un violento temporale che lo accompagnò fino a Decimomannu..
Il 28 febbraio all'imbrunire cinque S.79 si alzarono in volo dal campo di Decimomannu al comando del Magg. Casini, aventi come gregari il Cap. Graziani, il Cap. Zucconi, il Cap. Spezzaferri e il Ten. Avalle, Deodato si trovava al fianco di quest'ultimo. Compito della missione era attaccare un convoglio fortemente scortato al largo di Capo Corbelin. La formazione raggiunse di sorpresa l'obiettivo e lanciò i suoi siluri senza essere contrastata dal fuoco contraereo. Nella via di scampo le batterie costiere reagirono violentemente, ma senza apportare alcun danno. Il rientro a Decimomannu si svolse in pessime condizioni atmosferiche che, sebbene rendevano il volo più difficoltoso, li mettevano in qualche modo al riparo da possibili attacchi della caccia nemica. La missione, citata sul Bollettino di guerra n. 1010, costò al nemico l'affondamento di un CT classe “Jervis”, di due piroscafi per complessive 17.000 Tonn. e il danneggiamento di un altro CT e di un mercantile di 7.000 Tonn..
Il 11 marzo, al tramonto, Deodato decollò dall'aeroporto di Decimomannu, capo equipaggio il Ten. Lorusso, con obiettivo le navi nemiche ancorate nella rada di Bona. Con loro, alcuni velivoli dell'89º Gruppo e del 3º Nucleo Aerosiluranti. L'azione si svolse regolarmente e sotto il fuoco contraereo i velivoli lanciarono i loro siluri colpendo un CT e tre piroscafi, di cui uno affondò successivamente.

#### Sulla rada di Algeri - Il Radar
Le continue intercettazioni dei nostri velivoli da parte della caccia nemica, anche di notte e in avverse condizioni atmosferiche, portavano sempre più gli equipaggi di volo a discutere di un nuovo rivoluzionario sistema impiegato dagli inglesi, il “Radar”. Tra di loro c'erano pareri discordanti; chi affermava di essere stato attaccato dalla caccia nemica tra le nubi in piena notte e chi manifestava chiaramente la propria incredulità. Deodato non aveva ancora avuto sufficienti elementi per esprimerne un giudizio, ma il 21 marzo non ebbe più dubbi sull'efficienza di questo nuovo sistema di intercettazione inglese.
Alzatosi in volo dall'aeroporto di Decimomannu con altri due S.79, aveva come obiettivo un convoglio navale che aveva gettato l'ancora nella rada di Algeri. Appena fuori Capo Spartivento, un violento temporale fece perdere il contatto visivo con i gregari e dopo una breve consultazione con il capo equipaggio Ten. Lorusso, si decise di portare a termine l'azione. Giunti al largo di Algeri, si abbassarono sul mare e, raggiunta una quota di 100 metri, puntarono decisamente su una grossa nave da carico alla fonda. Dopo avere sganciato il siluro, virarono rapidamente a sinistra e si diressero al largo. Grazie alle cattive condizioni meteorologiche, l'attacco sorprese la difesa contraerea e solo nella rotta di scampo le batterie costiere aprirono il fuoco. Alle loro spalle, un'alta colonna di fuoco testimoniava chiaramente il successo della missione.
Entrati nelle nubi, il rientro avvenne in volo strumentale ad una quota di 500 metri. Improvvisamente, in mezzo a quel grigiore, l'armiere di bordo ebbe un sobbalzo e gridò allarmato di avere visto un intenso sprazzo di luce alle loro spalle. Istantaneamente, si gettò giù in picchiata cambiando contemporaneamente direzione di rotta, mentre una gragnola di proiettili traccianti sfiorava l'aereo. Si chiesero come in mezzo a quelle dense nubi la caccia nemica avesse potuto intercettarli e come potesse ancora ritentare l'attacco, fortunatamente senza colpirli. L'esperienza già acquisita in sedici siluramenti e in circa mille ore di volo sui cieli del Mediterraneo, nonché l'alto grado di addestramento al volo notturno, permise loro di rientrare alla base, dove apparve a tutti evidente che erano incappati nella rete del nuovo sistema “Radar”. L'azione fu citata nel Bollettino di guerra n. 1032.

### L'armistizio e il 132º Gruppo Baltimora
Nel mese di aprile 1943, i pochi superstiti del 105º Gruppo ebbero l'ordine di rientrare all'aeroporto di Forlì. Della Squadriglia di cui faceva parte, non erano rimasti che due equipaggi, il suo con a capo il Ten. Lorusso e quello del Cap. Avalle. In poco più di sei mesi il Gruppo aveva perso i due terzi dell'organico, in pratica non esisteva più. A fine giugno Deodato venne trasferito nuovamente al 1º Nucleo Addestramento Aerosiluranti di Gorizia e fu lì che gli giunse la notizia dell'armistizio..
Nel gennaio del 1944 fu assegnato alla 281ª Squadriglia e nel mese di maggio fu trasferito all'aeroporto di Campo Vesuvio, Napoli, per il passaggio sul velivolo Martin 187 Baltimore, ceduto dagli americani all'aviazione italiana. Nasceva così il 132º Gruppo Baltimore, costituito dalla 253ª Squadriglia al comando del Cap. Marescalchi e dalla 281ª Squadriglia comandata dal Cap. Graziani. Su quel campo di volo moriva il 23 agosto 1944 la Medaglia d'oro al valor militare Carlo Emanuele Buscaglia.

### Il periodo postbellico
Nel 1947 veniva promosso ufficiale per meriti di guerra e assegnato allo Stormo Notturno di Guidonia e successivamente alla Scuola di Volo senza Visibilità di Frosinone con l'incarico di istruttore. Alla fine del 1953 veniva
trasferito all'aeroporto Fontanarossa di Catania, come istruttore all'87º Gruppo Antisom per il passaggio su velivolo Lockheed PV-2 Harpoon e nel gennaio 1956 gli veniva assegnato il comando della 149ª Squadriglia del Soccorso Aereo su velivolo CANT Z.506 Alcione. Dopo un periodo trascorso presso il Comando Marina Militare della Sicilia, con l'incarico di consulente tecnico per l'impiego antisom, nel 1964 assumeva il comando dell'88º Gruppo Antisom e concludeva la sua carriera militare al comando del 34º Gruppo Radar, posto a difesa della Sicilia Orientale.
Collocato a riposo il 31 gennaio 1973 con il grado di Generale di brigata aerea, muore a Pachino il 30 settembre 1993.

## Dediche e riconoscimenti
In occasione del 50º anniversario della fondazione dell'Arma Aeronautica 1923 - 1973, lo Stato Maggiore dell'Aeronautica Militare, con il patrocinio e la sovrintendenza del Museo Nazionale della Scienza e della Tecnica, realizzò ventiquattro medaglie di bronzo, argento e oro, per rievocare i momenti, le imprese, i pionieri, gli eroi e i tecnici dell'Aeronautica Militare Italiana. Le imprese riguardano: Guerra di Libia, Prima guerra mondiale, Volo su Vienna, Volo Italia- Giappone, Raid Tre Continenti, Volo Italia-Brasile, Esplorazione dei Dirigibili Norge e Italia, Crociere Atlantiche, Primati (velocità, altezza, volo rovescio), Coppa Schneider, Acrobazia, Guerra d'Etiopia e Spagna, Vittoria Istres - Damasco - Parigi, Sorci verdi, Seconda Guerra Mondiale. Gli uomini dell'Aeronautica Militare Italiana, che si sono particolarmente distinti prima e dopo la sua costituzione in Arma e che hanno con il loro coraggio scritto pagine di gloria, sono stati effigiati o il loro nome è stato scritto sulla medaglia celebrante l'impresa o il reparto d'appartenenza. Nelle ventiquattro medaglie sono state incise, tra l'altro, le effigi di: Enrico Forlanini, Leonardo da Vinci, Francesco Baracca, Umberto Nobile, Gabriele D'Annunzio, Italo Balbo, Mario De Bernardi, Gianni Caproni, Alessandro Marchetti, Carlo Emanuele Buscaglia.
Sul retro della medaglia con l'effige di Buscaglia, che vuole rievocare gli eroi dei reparti aerosiluranti, sono raffigurati altri sei aviatori, tre morti in guerra, Maggiore Massimiliano Erasi, Capitano Umberto Mancini, Capitano Carlo Faggioni e tre viventi, Generale S.A. Giulio Cesare Graziani, Generale B.A. Giuseppe Cimicchi e Generale B.A. Corrado Deodato.
Il 26 ottobre 2000, la Città di Pachino (SR) gli dedicò una via. L'intitolazione fu così motivata: “Figlio illustre, pilota pluridecorato, cittadino integerrimo, esempio a tutte le generazioni di rettitudine e di fede negli ideali di Patria e di Famiglia”. Mauro Adamo - Sindaco
Il 30 settembre 2015 la Città di Siracusa gli ha dedicato il “Largo Corrado Deodato” con la seguente motivazione: “Sergente pilota della Regia Aeronautica, durante il secondo conflitto mondiale prese parte a numerose azioni di aerosiluramento contro navi nemiche, distinguendosi per coraggio ed abilità. Nel corso della sua carriera da Ufficiale ricoprì numerosi incarichi di prestigio tra i quali quello di Comandante dell'88º Gruppo Antisom presso l'aeroporto di Catania Fontanarossa e quello di Comandante del CRC di Siracusa, durante il quale assunse anche l'incarico di Comandante del Presidio Militare di Siracusa. Per esemplare coraggio dimostrato, in guerra e in pace, nel difendere gli alti valori ideali ai quali aveva prestato giuramento, l'amor di Patria che sempre lo ha accompagnato e per l'alto profilo di uomo e di militare che esso ha incarnato, si propone l'intitolazione di una strada/piazza del Comune di Siracusa”.